# Wapen von Hamburg (Schiff, 1722)
Die Wapen von Hamburg  aus dem Jahr 1722 war ein hamburgisches Konvoischiff.
Sie wurde von der Hamburgischen Admiralität und der Hamburgischen Kaufmannschaft in Auftrag gegeben und hatte die Aufgabe, Schiffskonvois zu Hamburgs Übersee-Handelspartnern zu begleiten und vor feindlichen Angriffen oder Überfällen von Korsaren bzw. Piraten zu beschützen.

## Geschichtlicher Hintergrund

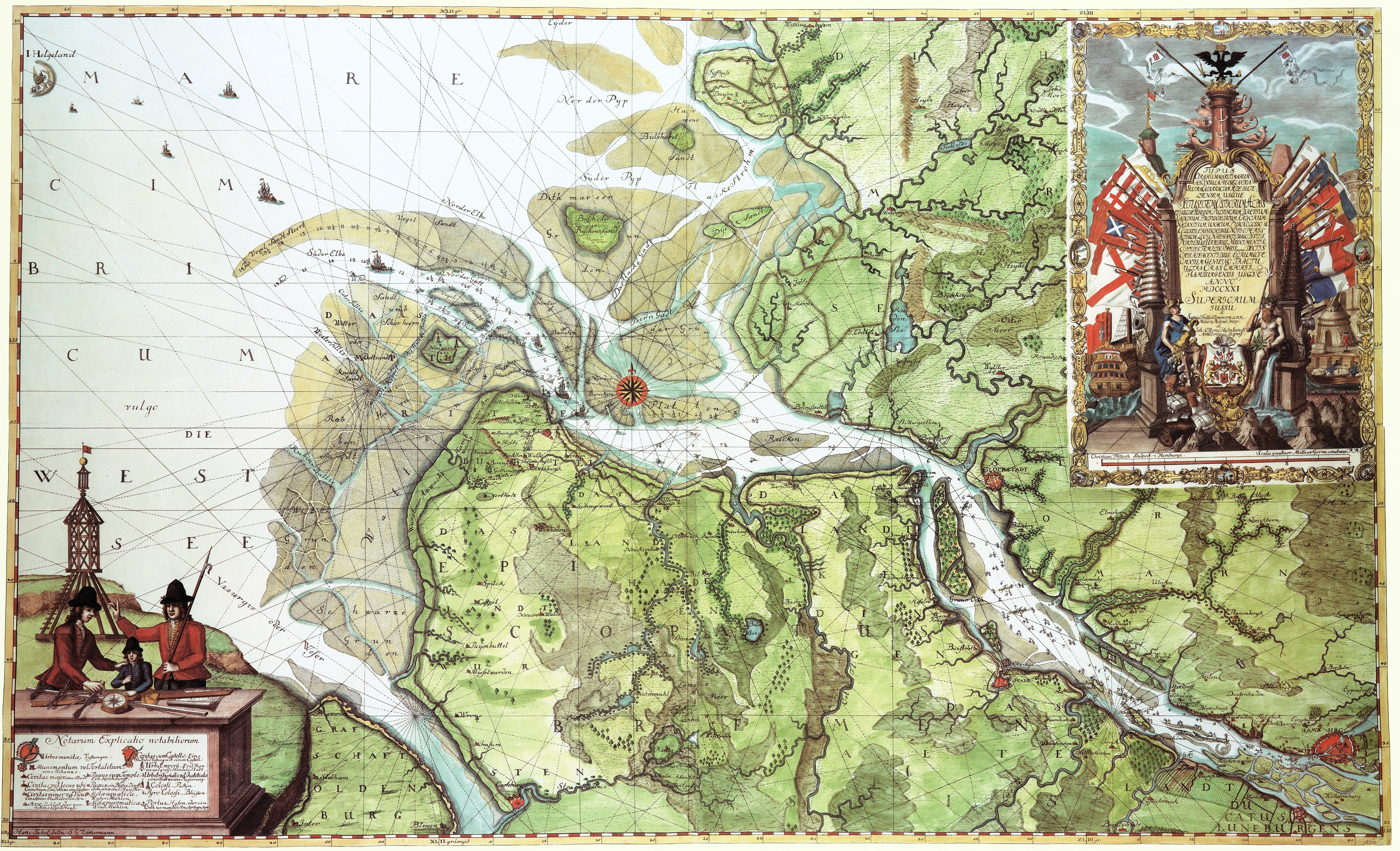
Hamburg und die Elbmündung um 1721

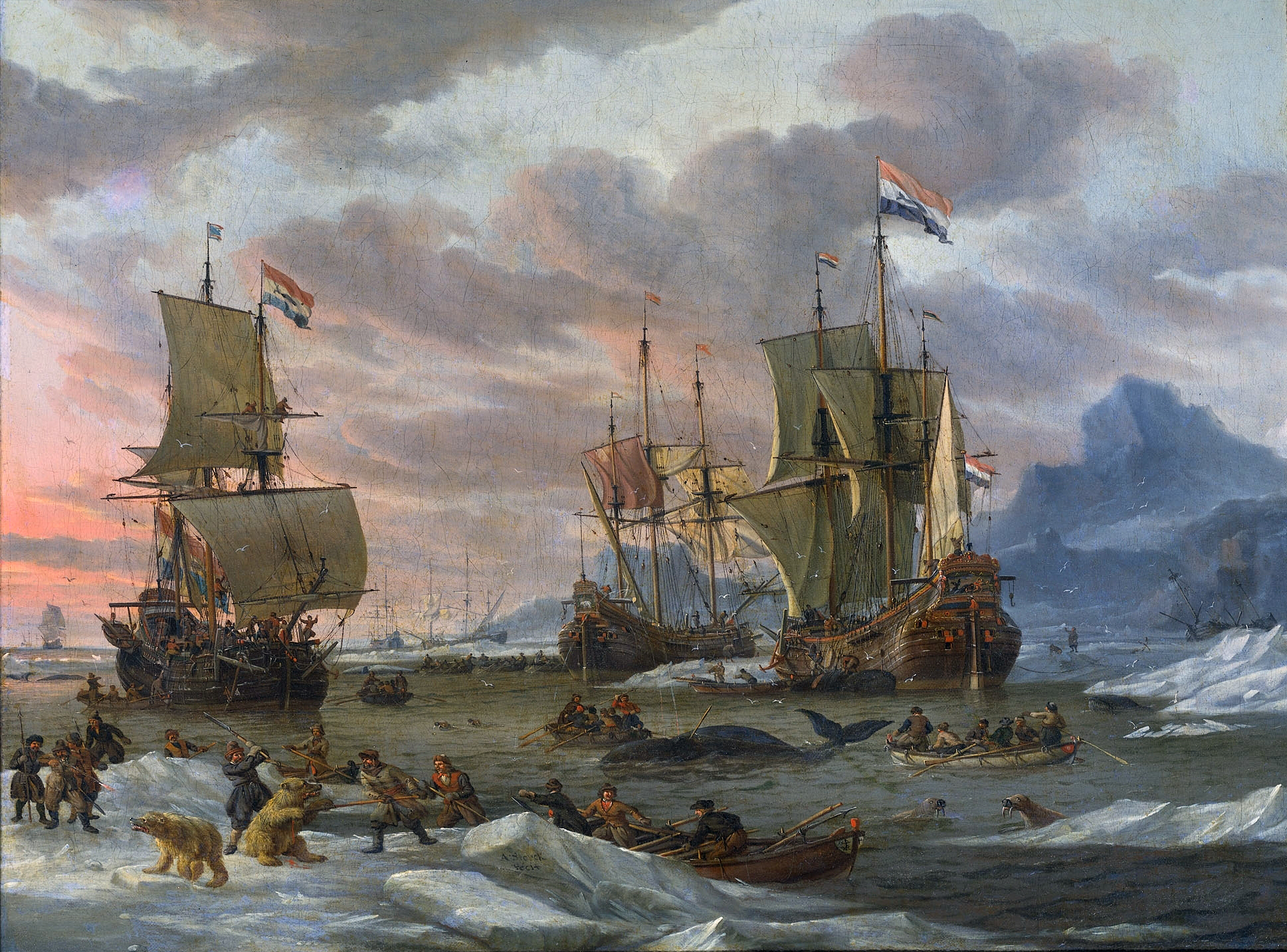
Arktischer Walfang im 17. Jahrhundert

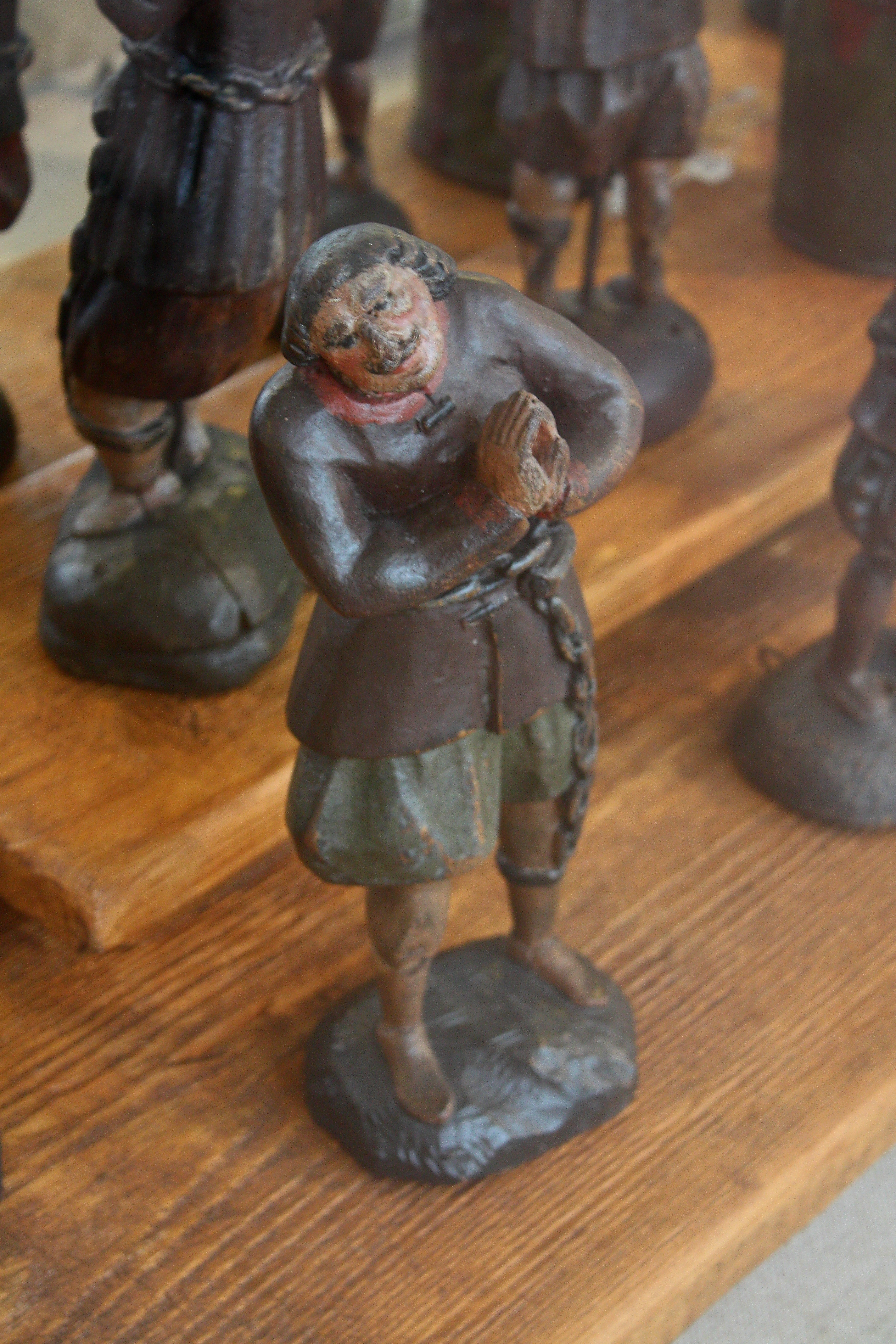
Mit dieser Sklavenfigur sollte auf das Schicksal von versklavten Hamburger Seeleuten aufmerksam gemacht und so die Spendenbereitschaft der Bürger angeregt werden, um diese freizukaufen.

Hamburg gewann nach dem Machtverfall der Hanse im 16. Jahrhundert zunehmend an wirtschaftlicher Bedeutung. Durch Zuwanderung und damit verbundenem Zugewinn an Handelspartnern wuchs die Freie Reichsstadt Hamburg Mitte des 17. Jahrhunderts neben London und Amsterdam zu einem der wichtigsten städtischen Handelszentren, heute durchaus vergleichbar mit einer Global City, heran, deren Handelsbeziehungen sich von Grönland bis ins Mittel- und Weiße Meer erstreckten. Wichtigste Anlaufpunkte waren dabei die Iberische Halbinsel, England, die Niederlande, das nördliche Eismeer (mit Bezug zum Walfang) sowie Archangelsk.
Die Ausweitung der Handelsbereiche wie auch die gewaltsame Weitung des Einflussbereiches des Christentums insbesondere im Mittelmeerraum führten zwangsläufig zu Konfrontationen, die schließlich auch verlustreiche Überfälle durch muslimische Korsaren nach sich zogen. Diese operierten mit ihren Schiffen von den Barbareskenstaaten aus und setzten den schwerfälligen und oftmals nahezu wehrlosen Händlerkonvois, bestehend in der Regel aus 20 bis 50 Händlerschiffen, schwer zu. Selbst eine Ausstattung von Händlerschiffen mit Kanonen (sog. bewaffnete Handelsschiffe) konnte daran nicht viel ändern, da die ladungsbedingte Schwerfälligkeit blieb. Die Schiffe wurden als Prisen genommen, die Ladungen beschlagnahmt und die Schiffsbesatzungen oftmals versklavt oder bis zur Zahlung eines Lösegeldes unter schlimmsten Bedingungen festgesetzt. Zum Rückkauf der eigenen in Gefangenschaft geratenen Kapitäne und Steuerleute riefen Schiffer und Steuerleute die „Casse der Stücke von Achten“ ins Leben, eine Lösegeldversicherung, die als Basis für Lösegeldzahlungen diente. Damit auch diejenigen zurückgekauft werden konnten, die sich Beiträge in diese Versicherung nicht leisten konnten, wurde 1623 die Sklavenkasse gegründet, die sich aus Pflichtbeiträgen von Reedern und Schiffsmannschaften sowie Zuschüssen aus staatlichen Organisationen und der Admiralitätssteuer zusammensetzte. Da die Gelder aber nicht ausreichten, wurden auch in den Kirchen Sammelbecken aufgestellt und zudem Haussammlungen organisiert.
Im Verlauf des 17. Jahrhunderts weiteten die Korsaren ihren Operationsradius schließlich sogar vom Mittelmeer über Gibraltar und den Ärmelkanal hinaus bis zur Elbmündung aus, nachdem England, Frankreich und die Niederlande von 1665 bis 1687 versuchten, den Überfällen mit Strafexpeditionen entgegenzutreten, da auch diese Nationen mit empfindlichen Verlusten durch Korsarenangriffe zu kämpfen hatten. Als Folge der Weitung des Operationsgebietes der Korsaren geriet die Versorgung Hamburgs vom Seewege aus teilweise ins Stocken, so dass es phasenweise in der Stadt sogar zu Warenengpässen kam.
Zudem wurden auch vermehrt christliche kriegsführende Nationen zum wirtschaftlichen Problem für Hamburg.
→ siehe hierzu die Hauptartikel:
- Pfälzischer Erbfolgekrieg (1688–1697)
- Englisch-Spanischer Krieg (1727–1729) und
- Österreichischer Erbfolgekrieg (1740–1748)

So entsandte Frankreich von Dünkirchen aus vermehrt Kaperschiffe, um die hamburgischen und niederländischen Grönlandfahrer, die Waren aus dem Wal- und Robbenfang transportierten und in Hamburg verarbeiteten, abzufangen. Auch andere Betroffene wie die Nationen Niederlande, England, Frankreich, Norwegen, Dänemark, aber auch die Hansestadt Bremen und Brandenburg-Preußen hatten auf ihren Handelsrouten mit Piraterieproblemen zu kämpfen und gewährten als Gegenmaßnahme ihren Händlern Geleitschutz durch eine Begleitung der Händlerkonvois mit Kriegsschiffen.
Hamburgs Machthaber wollten sich ihre wichtige Stellung im internationalen Handelsgeschehen möglichst nachhaltig sichern und entschlossen sich somit, ebenfalls ihre Händlerkonvois zu beschützen und einen Geleitschutz durch die sogenannten Konvoischiffe („Convoyer“) zu organisieren. 1623 wurde zudem eigens die Hamburgische Admiralität gegründet, die für Bau, Ausrüstung und Unterhalt dieser Schiffe verantwortlich war. 1665 wurde von Kaufleuten und Schiffern schließlich die Commerzdeputation gegründet, deren Aufgabe darin bestand, die Bedürfnisse der Händler nach mehr Sicherheit auf den Handelswegen zu verfolgen und entsprechende Unterstützung zu organisieren. Tatsächlich dauerte es über 40 Jahre bis nach Gründung der Admiralität, bis der Bau der ersten Schiffe beschlossen und auch durchgeführt wurde. Hauptgrund hierfür war Uneinigkeit in der Finanzierung der "Convoyer" sowie deren Unterhalt. Im Laufe der Zeit, nicht zuletzt beeinflusst durch stets neue Gefangennahmen Hamburger Händlerschiffsbesatzungen durch Korsaren und damit verbundenen immensen wirtschaftlichen Einbußen einzelner Händler, sahen sich die Verantwortlichen schließlich gezwungen, einen finanziellen Konsens zu finden und den Bau zu vollziehen, um derartige Überfälle zukünftig zu verhindern.
Da Hamburg im 17. und 18. Jahrhundert stets bemüht war, sich und seine Einwohner aus für den Handel schädlichen kriegerischen Konflikten herauszuhalten und eine möglichst neutrale Position gegenüber Konfliktparteien zu beziehen, wurde ausdrücklich die Bezeichnung „Kriegsschiff“ vermieden. Stattdessen wurde offiziell die Bezeichnung „Konvoischiff“ bzw. „Stadtkonvoischiff“ verwendet, die einen eher passiven und auf Verteidigung denn auf Angriff ausgelegten Schiffstyp bezeichnen sollte. Faktisch kann man diese Schiffe jedoch durchaus als Kriegsschiffe bezeichnen, da sie schwerpunktmäßig zur Waffenführung konstruiert wurden. Bezüglich der Feuerkraft konnten sie jedoch mit den Kriegsschiffen der Seemächte nicht mithalten.
Bei den Konvoischiffen handelte es sich somit um Kriegsschiffe mit permanentem Geleitschutzauftrag, die von 1669 bis 1747 die hamburgische Konvoischifffahrt beschützten und den Handel von und nach Hamburg sicherstellten und somit Hamburgs Stellung als Handelsmetropole nachhaltig sicherten.

## Entstehung
Die Wapen von Hamburg (III) aus dem Jahr 1722 war das dritte Konvoischiff mit diesem Namen und löste die gleichnamige Vorgängerin nach 32-jähriger Dienstzeit und 25 Konvoifahrten ab, da ihr die hamburgische Kämmerei notwendige Reparaturen nicht mehr bewilligen wollte. Das alte Schiff war zwar noch seetüchtig, jedoch hätten die Reparaturen gleichzeitig eine Erhöhung des Tiefganges bedeutet. Diesen wollte man nicht in Kauf nehmen, da man zeitgleich feststellte, dass die Elbe immer flacher wurde und insbesondere der Altonaer Sand, eine Untiefe in der Elbe, für Schiffe mit hohem Tiefgang eine Gefahr darstellte. Folglich entschloss man sich am 31. März 1719, das alte Schiff abzuwracken.

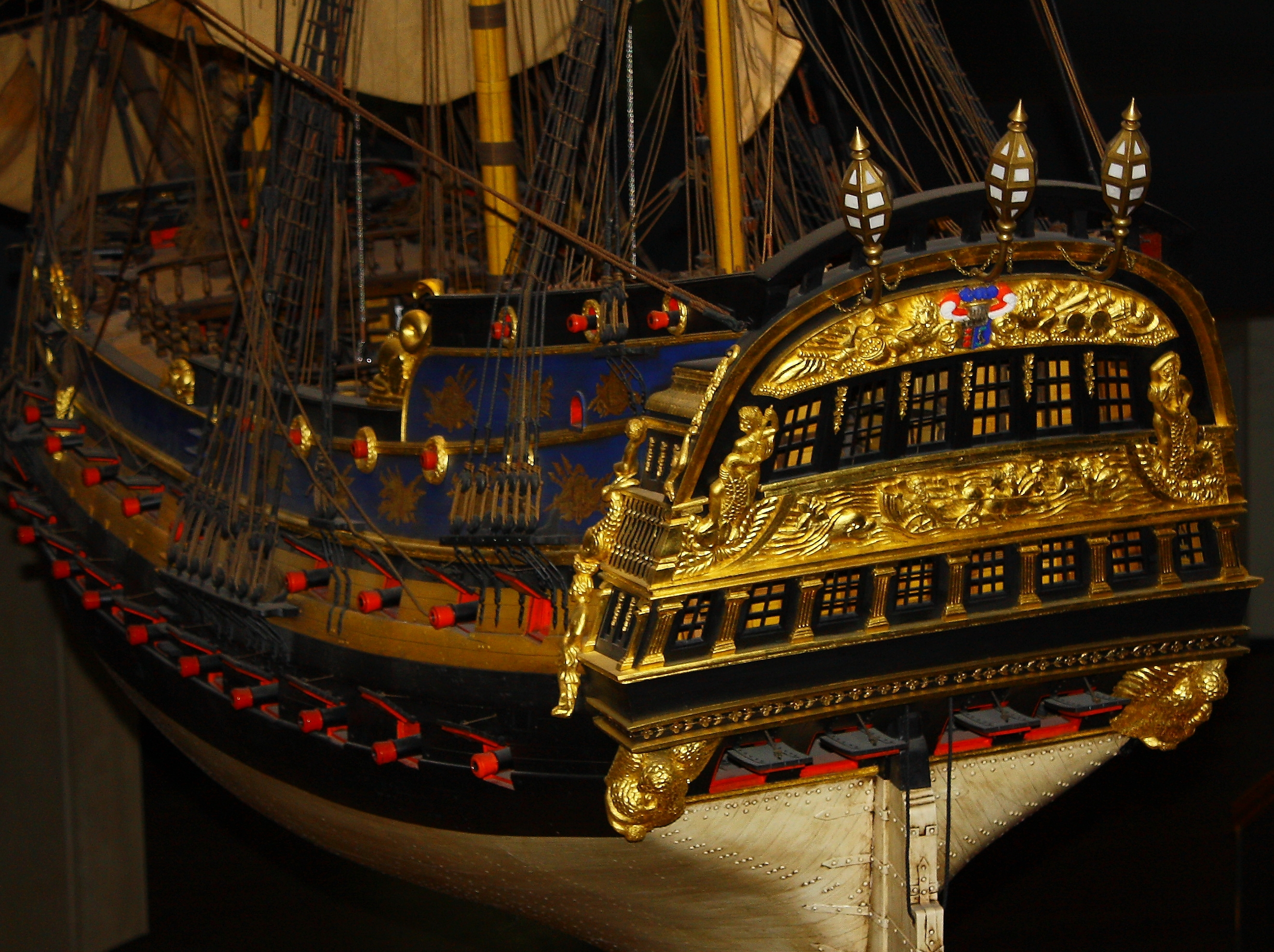
Der aufwändig verzierte Heckspiegel

Die neue Wapen von Hamburg (III) wurde vom Schiffsbaumeister Jacob Mencke und Gerd Gerdsen jr. entworfen und schließlich von Mencke in einer Werft in Hamburg gebaut. Mencke entschloss sich, mit der bisherigen niederländischen Bautradition der Vorgängerschiffe zu brechen, und orientierte sich stattdessen an englischen Konstruktionsmustern. Die hamburgische Commerzdeputation machte Mencke zur Auflage, ein Schiff mit weniger Tiefgang zu konstruieren, damit sie problemlos die zuvor beschriebenen Untiefen der Elbe passieren konnte. Gegen diese Auflage sprach nun die englische Konstruktionsweise, die einen grundsätzlich höheren Tiefgang mit sich brachte. Mencke ignorierte diesen Umstand, konnte seine Auftraggeber von den konstruktionellen Vorzügen der englischen Bauweise überzeugen und setzte seine Vorstellungen vom neuen „Convoyer“ in die Tat um.
Das Schiff wurde am 18. Juli 1722 fertiggestellt und einer breiten Öffentlichkeit präsentiert. Die Abnahme erfolgte am 5. September 1722 durch den Konvoiherrn Beckhoff und sein Konvoikollegium.

## Baudetails
Die künstlerische Ausgestaltung des Heckspiegels und des Galions der neuen Wapen von Hamburg (III) mit Schnitzwerk wurde dem Bildhauer Johann Christopher von der Heide übertragen.
Der reich mit Gold verzierte Heckspiegel enthielt zwischen den Fenstern einen Hauptfries, der Poseidon zum Thema hatte und an dem zahlreiche Pilaster mit kunstvoll geschnitzten Kapitellen harmonisch angeordnet waren. Zudem war das Große Staatswappen, das von zwei Löwen gehaltene Hamburgwappen, am oberen Heckspiegelbereich angebracht. Dieses Hamburgwappen wurde später jedoch durch das Wappen der Kapitänsfamilie Tamm ersetzt.

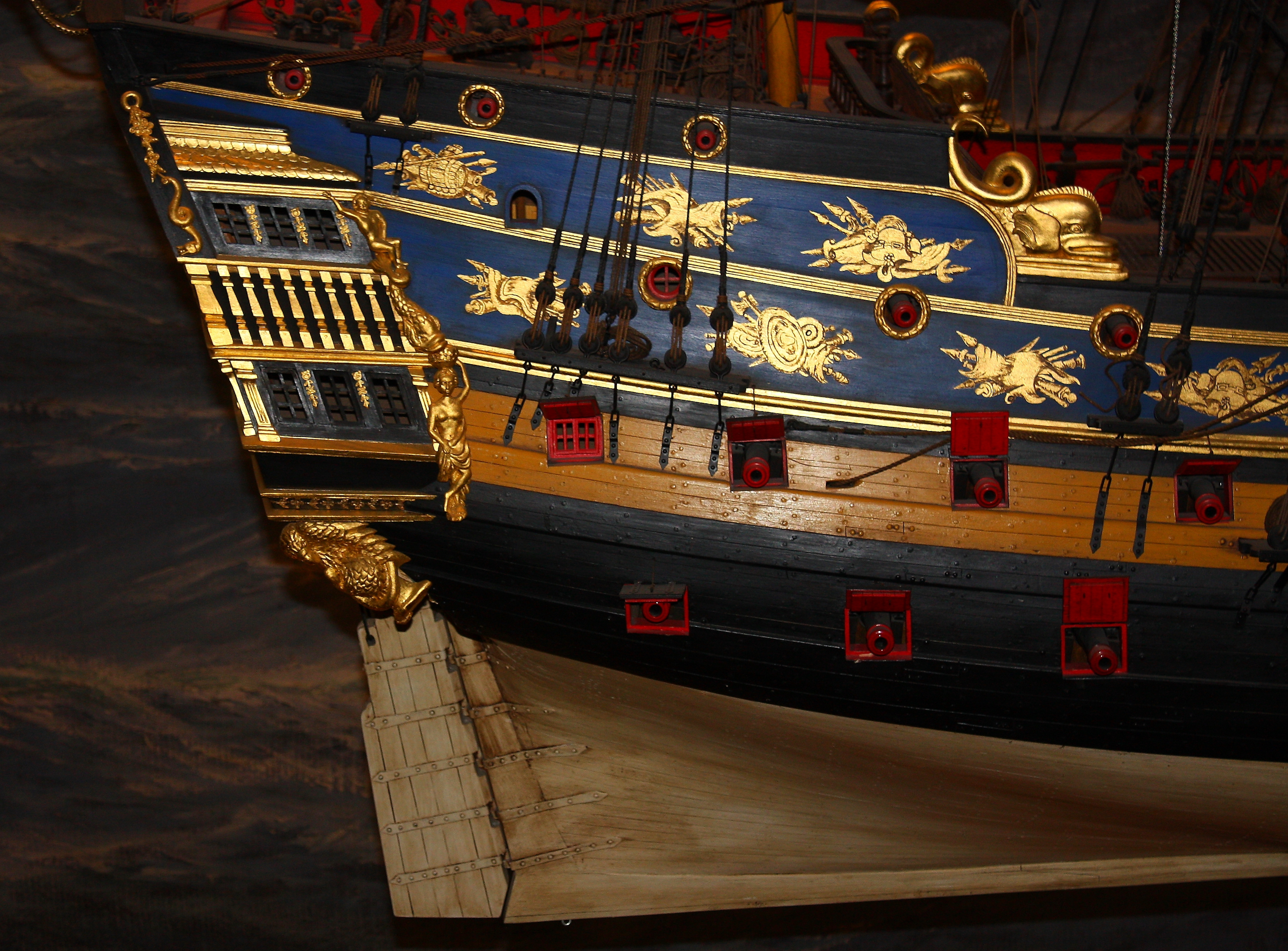
Steuerbord Seitengalerie

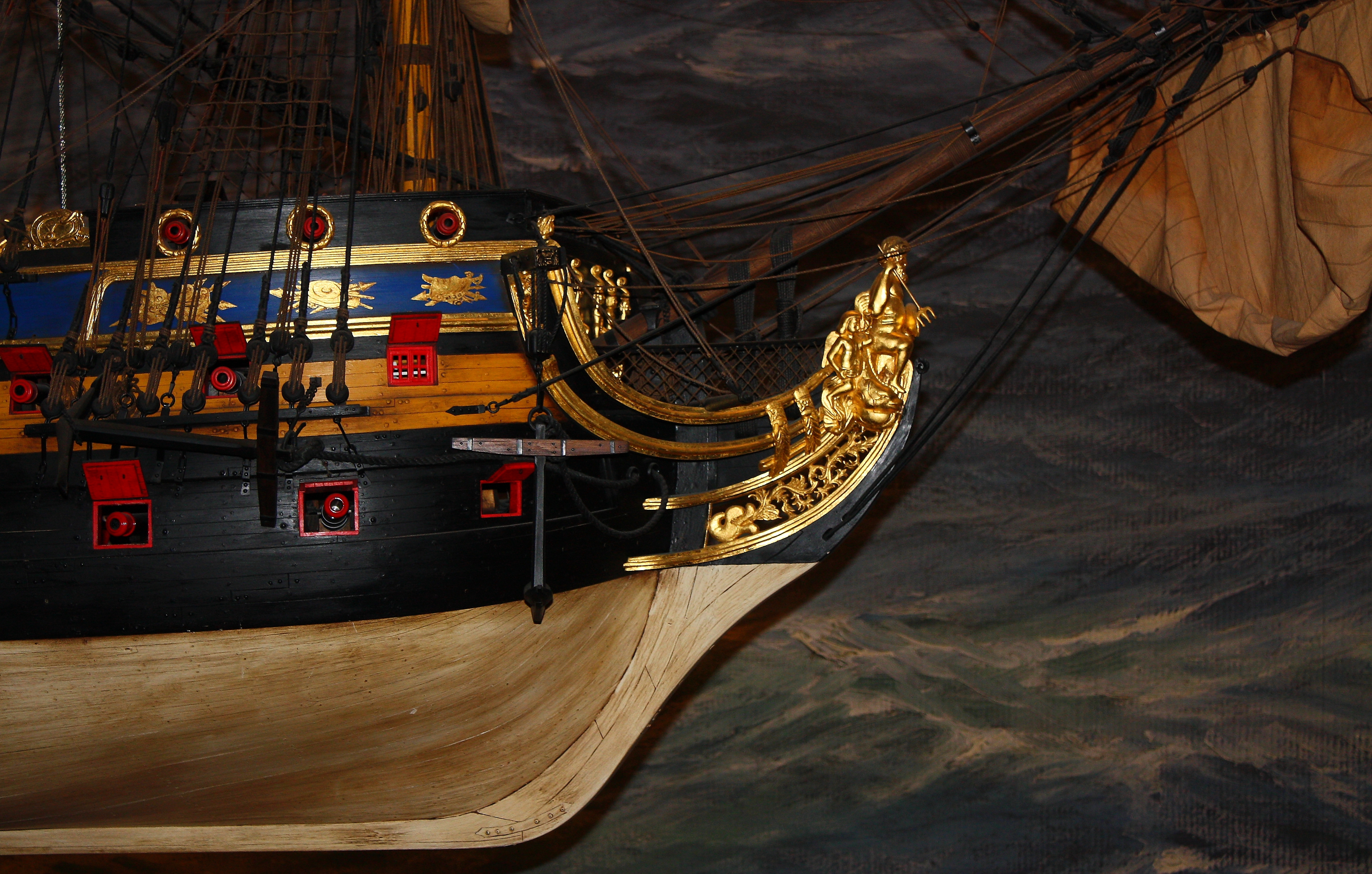
Der Scheg mit Poseidon als Galionsfigur

Das gesamte Heck wurde optisch von zwei Adlerschwingen gestützt. Als Galionsfigur schnitzte von der Heide eine bärtige Poseidon-Büste, die noch von weiteren Beifiguren wie Delfinen und in Schneckenhörner blasenden Tritonen umgeben war und somit antike Stilelemente und Allegorien aufgriff.
Der Schiffskörper verjüngte sich zum Heck hin und die palastartige, zweigeschossige barocke Heckarchitektur wirkte wie in den Schiffskörper eingeschoben. Seitlich am Schiffsheck befanden sich die befensterten Seitengalerien, die selbst aus der Kajüte heraus einen Blick in Richtung Bug zuließen. In den Heckspiegel integriert befand sich zudem die Kapitänskajüte sowie die darunterliegende Offizierskajüte. Oberhalb der Kajüten und des Hamburgwappens waren drei große Hecklaternen abgebracht, die das traditionelle Erscheinungsbild des Heckbereiches abrundeten.
Die Wapen von Hamburg (III) war mit der damals üblichen dreimastigen Rahtakelage für große Schiffe getakelt (nach heutigem Sprachgebrauch als Vollschiff). Am Besanmast führte das Schiff noch ein Lateinersegel. Am Bugspriet war darüber hinaus noch eine Blinde setzbar. Auf der Spitze des Bugspriets war zudem noch eine Mars und ein weiterer kleiner Mast, der Sprietmast angebracht, an dem ebenfalls noch ein kleines Rahsegel, die Oberblinde (Bouvenblinde), gesetzt werden konnte.
Der Schiffskörper war in der Kraweelbauweise einschließlich des Schanzkleides beplankt.
Das Schiff wurde mit 52 bis 60 Kanonen bestückt, wobei man die schwereren Kaliber (18- und 12-Pfünder) auf dem unteren und die leichteren (8- und 3-Pfünder) auf dem oberen Batteriedeck und den Aufbauten aufstellte.
Die Kanonen stammten in der Regel aus niederländischem oder schwedischem Import.
Um der immer mehr fortschreitenden Elbverflachung zu begegnen, sollte das Schiff ursprünglich so konstruiert werden, dass es lediglich zehn Fuß Tiefgang hatte. Durch die hohe Kanonenanzahl und bedingt durch die britische Bauart hatte das Schiff jedoch einen erheblich größeren Tiefgang, was zu Problemen führte.

## Dienstzeit

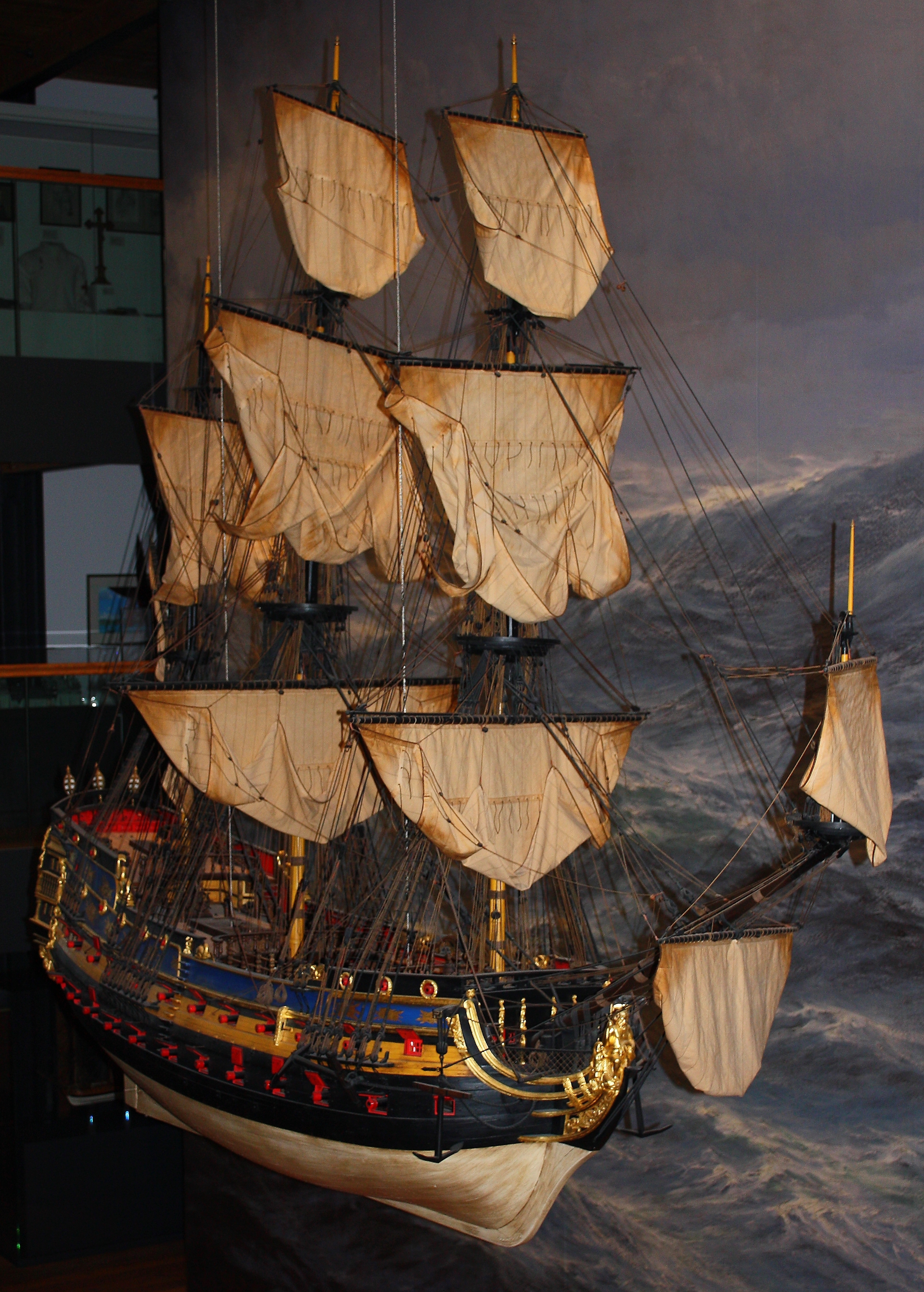
Steuerbord-Bugansicht

Die von Kapitän Martin Tamm kommandierte Wapen von Hamburg (III) war insgesamt nur zwei Jahre im aktiven Konvoidienst. In dieser Zeit machte sie lediglich zwei Konvoifahrten, die das Schiff in beiden Fällen zur Iberischen Halbinsel führten.
Die kurze Verwendungszeit hatte mehrere Gründe:
Offenbar hatte Schiffbaumeister Mencke den Tiefgang so knapp bemessen, dass das neue Schiff während seiner Dienstzeit mehrfach Kontakt mit dem Elbgrund hatte. Bedingt durch konstruktionelle Gegebenheiten und die hohe Anzahl an Kanonen und dem damit zusammenhängenden Gewicht musste das Schiff nämlich aufgrund des erheblich höheren Tiefgangs als 10 Fuß auf eine überdurchschnittlich hohe Flut warten, um die Elbe passieren zu können, ohne auf Grund zu laufen. Es bestand somit also stets die Gefahr, das Schiff bei ungünstigen Verhältnissen zu verlieren. Die Wapen von Hamburg (III) mit weniger Kanonen auf die Reise zu schicken, wäre zwar eine Alternative gewesen, widersprach jedoch dem ureigensten Einsatzzweck eines Konvoischiffes.
Die extrem eingeschränkte Einsatzfähigkeit des Schiffes wegen des zu hohen Tiefganges führte zu erheblichem Streit über die schiffbauerischen Fähigkeiten Menckes, dem es letztlich versagt blieb, später auch die in Auftrag gegebene Nachfolgerin Wapen von Hamburg (IV) bauen zu dürfen.

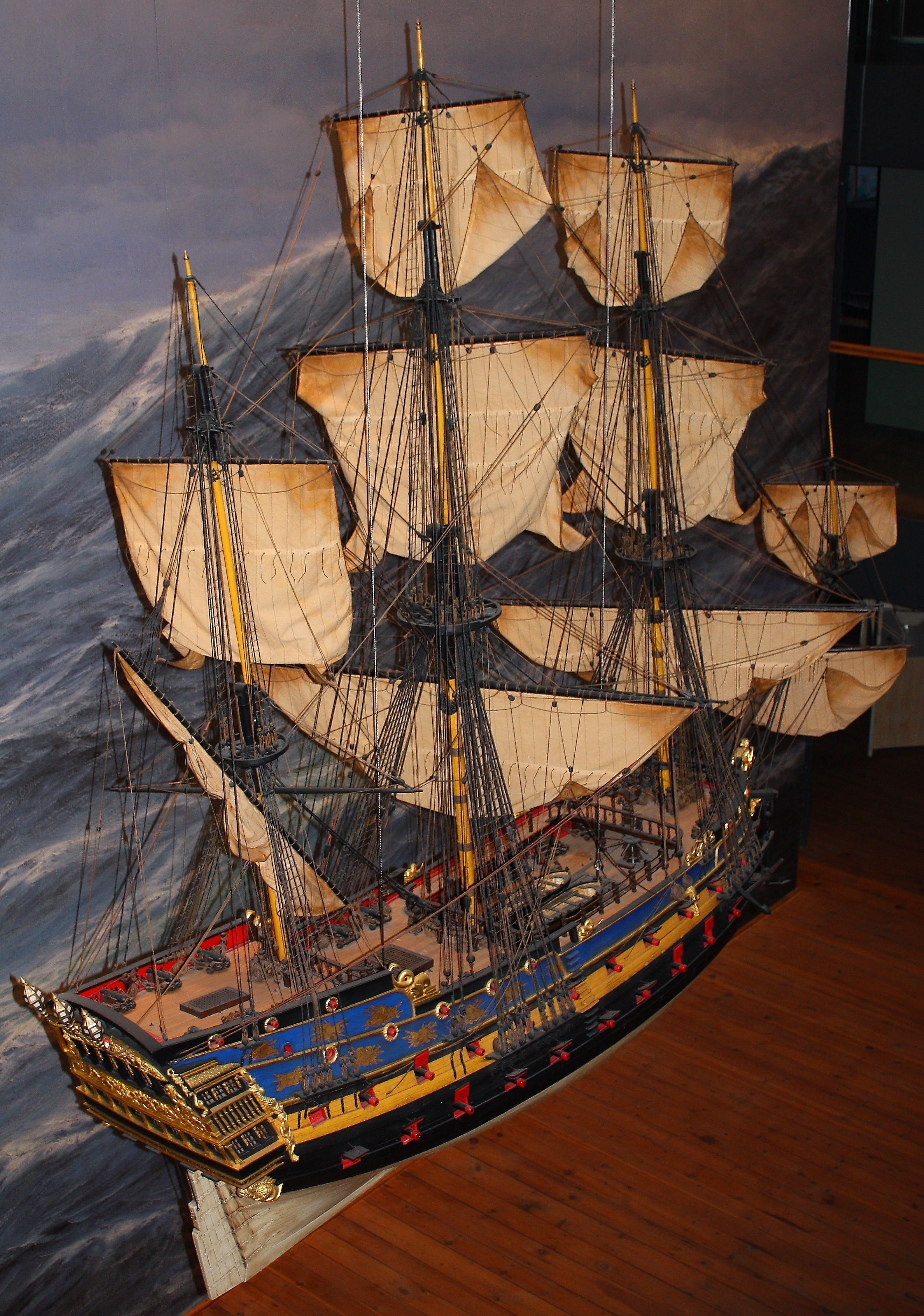
Blick auf das Außendeck

Hinzu kam der Umstand, dass sich Großbritannien wie auch einige andere Nationen mit den Korsaren und ihren Auftraggebern auf Tributzahlungen und somit auf unbehelligte Fahrt ihrer Händlerschiffe einigen konnten. Selbst wenn sich Hamburger Schiffe einem britischen Konvoi anschlossen, waren diese nicht zwangsläufig geschützt und wurden vereinzelt angegriffen, während vertraglich geschützte Schiffe teilweise verschont wurden.
Einen solchen Pakt konnte Hamburg nicht vorweisen, so dass fortan viele Handelswaren nicht mehr mit hamburgischen Konvois, sondern z. B. mit englischen Schiffen befördert wurden, die vor Angriffen der Korsaren dank mitgeführter Freibriefe (sog. Türkenpässe) weitestgehend sicher waren. Da somit kaum noch Waren auf hamburgischen Schiffen befördert wurden, gab es auch keine Konvois zu begleiten, da mit diesem Ausfall zwangsläufig auch das Schutzbedürfnis entfiel.
Die Wapen von Hamburg (III) wurde 1724 somit im Hamburger Hafen vertäut und wartete auf neue Konvoiaufträge.
Da diese zunächst ausblieben und das salzarme Elbwasser dem Schiffsrumpf über kurz oder lang schaden würde, entschloss sich die Hamburgische Admiralität, das Schiff möglichst über Wert zu veräußern.
Spanien zeigte Interesse, so dass das Schiff schließlich überführt werden sollte. Vor der niederländischen Küste wurde es jedoch in einem schweren Sturm stark beschädigt und musste für Instandsetzungsarbeiten erneut den Hamburger Hafen anlaufen.
Hier sollte es dann schließlich für 100.000 Mark Courant verkauft werden – für diesen Preis fand sich jedoch kein Käufer.
Zudem stritt sich die Admiralität mit dem Rat der Stadt um ein neues Konvoischiff, so dass der Verkauf erst erfolgen sollte, wenn ein Ersatz zur Verfügung stand.
Die Wapen von Hamburg (III) fungierte somit als schwimmende Batterie vor dem Johannisbollwerk.
Erst 15 Jahre nach ihrer Indienststellung einigten sich die streitenden Parteien auf die Anschaffung eines neuen Konvoischiffes, so dass die Wapen von Hamburg (III) schließlich 1737 an ein Hamburgisches Konsortium verkauft werden konnte – weit unterhalb des angestrebten Preises und erst nach mehreren kostspieligen Reparaturen.
Das Schiff wurde nach dem Verkauf zum bewaffneten Handelsschiff umgebaut und war in dieser Funktion nachweislich noch bis 1757 tätig.
Insgesamt gab es vier Konvoischiffe mit dem Namen Wapen von Hamburg, die von 1669 bis 1747 für die Stadt Hamburg tätig waren, bis die Konvoibegleitung durch Konvoischiffe eingestellt wurde.